# 拉姆西鎮區 (愛荷華州科蘇特縣)
拉姆西鎮區（英語：Ramsey Township）是位於美國愛荷華州科蘇特縣的一個行政鎮區。

## 地方資料
根據2010年美國人口普查的數據，拉姆西鎮區的面積為92.44平方千米，當中陸地面積為90.85平方千米，而水域面積為1.59平方千米。當地共有人口170人，而人口密度為每平方千米1.84人。